# Northwood (Shropshire)
Northwood – przysiółek w Anglii, w Shropshire, w dystrykcie (unitary authority) Shropshire. Leży 5,6 km od miasta Wem. W latach 1870–1872 miejscowość liczyła 233 mieszkańców.